# Верхний Ольшан
Верхний Ольшан — село в Острогожском районе Воронежской области России. Входит в состав Ольшанского сельского поселения.
До 1779 года — город Ольшанск.

## История
Населённый пункт основан в 1644 году как город Ольшанск, крепость на южной границе Российского царства, входивший вместе с крепостями Коротояком, Урывом и Острогожском в состав Белгородской защитной черты (Белгородской засечной черты).
До основания Ольшанска на этом месте существовало Ольшанское городище. В 1630 и 1636 годах производились обследования долины реки Тихой Сосны, по результатам которых была отмечена целесообразность возведения здесь крепости. Но строительство началось только в 1644 году, после крупного татарского набега на окраины московского государства. Первая крепость имела 7 башен, из которых 2 проезжие. Первые поселенцы прибыли в Ольшанск из разных городов — Калуги, Белёва, Мценска, Карачева. Также здесь поселились переселенцы из Тулы, Венева, Черни, Старицы, Суздаля, Крапивны и украинцы (черкасы) с территорий, находившихся под властью Польши.
Во время Разинского восстания Ольшанск перешёл на сторону восставших. 9 сентября 1670 года в город прибыли 400 повстанцев из Острогожска. Воеводу Ольшанска Беклемишева сбросили с башни и ещё двух особо ненавистных народу «начальных людей» утопили. 10 сентября был созван казачий круг, который постановил не идти дальше, а вернуться в Острогожск.
К 1779 году Ольшанск потерял оборонительное значение, поскольку граница Московского государства передвинулась далеко на юг. В этом году, в ходе административных реформ Екатерины II, Ольшанску присвоили статус слободы, в состав которой входили Верхний и Нижний Ольшан, а также Коловатовка. В 1858 году слободу разделили на самостоятельные сёла.
В селе сохранились руины церкви Троицы Живоначальной, построенной в 1769 году.

## Население
| 1897 | 2000 | 2005 | 2010 |
| ---- | ---- | ---- | ---- |
| 597  | ↘160 | ↘136 | ↗167 |

## Инфраструктура
В селе имеются один переулок — Весенний и четыре улицы — Гагарина, Ольшанская, Песковатовская, Стрижанская.